# La pazza storia del mondo
(Re Luigi XVI)
La pazza storia del mondo (History of the World, Part I) è un film del 1981 scritto, diretto, prodotto e interpretato da Mel Brooks, che rivede in modo stravagante e canzonatorio la storia a partire dalla preistoria fino alla rivoluzione francese.
Il film è stato distribuito in edizione home video con il titolo La pazza storia del mondo - Parte I, riprendendo il titolo originale.
Nella versione in lingua originale la voce narrante è quella di Orson Welles.

## Trama
(Tagline del film)

### Preistoria
Si inizia dagli ominidi con evidente riferimento (anche nelle musiche) a 2001: Odissea nello spazio di Stanley Kubrick, si prosegue subito e si fa la conoscenza di Gunga il capo degli abitanti delle caverne.
In quest'epoca viene rivelata l'origine della musica (un masso lanciato da Gunga sul piede del suo compagno), del primo decesso e dei primi matrimoni (colpo in testa e "rapimento"!).

### Bibbia
Segue un breve intermezzo in cui viene mostrato Mosè che riceve 15 comandamenti da Dio. Li incide su 3 tavole di pietra, 5 su ognuna. Al momento di mostrarli al popolo una tavola però cade e restano solo i famosi dieci comandamenti (parodia del kolossal I dieci comandamenti). L'ironia di Brooks sembra suggerire che a causa di un banale errore forse tutti i credenti non hanno saputo dell'esistenza di un terzo dei comandamenti, con la possibilità quindi che li abbiano trasgrediti: l'errore di Mosè-Brooks verrebbe quindi pagato anche dall'intera umanità.

### Antica Roma
Da qui il film effettua un salto temporale fino all'Impero Romano dove Comicus, un "filosofo impegnato" (ovvero un venditore di fumo) e commediante a tempo perduto, viene ingaggiato per uno spettacolo comico alla residenza imperiale di Nerone, il "Caesar's Palace".
Prima di giungervi s'imbatte insieme al suo agente Drittus in un'asta di schiavi dove Josephus, uno schiavo etiope rimasto "invenduto", cerca, con una serie di esilaranti gag, di spacciarsi per ebreo per non andare in pasto ai leoni del Colosseo. Ciò sembra non bastare ma grazie all'aiuto di Miriam, una vergine vestale, che è riuscita ad ottenere l'intervento dell'Imperatrice Nympho, Josephus è salvo ed è anche assunto come coppiere presso il palazzo imperiale.
Al Palace, Comicus dice durante lo spettacolo diverse battute politicamente scorrette nei confronti della politica romana che, naturalmente, scatenano l'ira dell'Imperatore Nerone. Così, Comicus, Josephus, Drittus e Miriam iniziano una rocambolesca fuga a bordo di una biga, che li porta alfine in Giudea, dove troveranno lavoro come camerieri in una locanda. Qui Comicus entra in una sala, mentre un uomo, circondato da dodici amici, esclama: "questa sera uno di voi mi tradirà!". Poco dopo entra anche un certo "Leonardo", per realizzare un quadro...

### Inquisizione spagnola
Questo breve intermezzo musicale mostra il capo dell'inquisizione (Mel Brooks) Torquemada che si esibisce in un musical in una abbazia piena di Ebrei messi alla gogna, nelle gabbie.

### Rivoluzione francese
L'ultima parte del film è ambientata durante la rivoluzione francese. Luigi XVI, completamente assorto nella sua edonistica quanto triviale vita, lascia il popolo nella miseria. Avvertito dal conte de Monet su d'un imminente rivolta del popolo, decide di trovare un sostituto affinché possa fuggire indisturbato dalla Francia. La scelta ricade su Jacques, il garçon pipí, fisicamente identico in tutto e per tutto al monarca. Il piano funziona e, quando scoppia la rivoluzione, il povero Jacques viene catturato dalla folla inferocita ma, quando sta per essere ghigliottinato, arriva Josephus su una biga direttamente dall'Impero Romano e lo salva portandolo con sé e lasciando lì il vero Luigi.

### La conclusione
Prima dei titoli di coda, parte una specie di "promo" dove si anticipano i contenuti del seguito, La pazza storia del mondo - Parte 2:  "Hitler sul ghiaccio", un funerale vichingo ed "Ebrei nello spazio". In realtà non era stato previsto alcun seguito: si trattava solo di uno scherzo, con un riferimento storico. The History of the World è infatti un'opera scritta dal navigatore e poeta inglese sir Walter Raleigh mentre si trovava prigioniero nella Torre di Londra. Riuscì a completarne solo il primo volume, prima di venire decapitato.
Riferimenti a sequel inesistenti e mai realizzati si presentano anche in altri film di Brooks: Balle spaziali, secondo il personaggio Yogurt (parodia di Yoda di Guerre stellari) avrebbe dovuto essere seguito da Spaceballs 2 - Se troveremo un produttore per farlo. In Robin Hood - Un uomo in calzamaglia, nella ripresa rap, si accenna a Robin Hood 2 nel testo inglese.

## Accoglienza critica
Sull'aggregatore di recensioni Rotten Tomatoes il film ha un indice di gradimento del 61% basato su 33 recensioni da parte di critici professionisti. Fu candidato quale "Peggior film" agli Stinkers Bad Movie Awards del 1981 ma perse in favore di Tarzan, l'uomo scimmia.
Roger Ebert diede al film due stellette su quattro descrivendolo "un fallimento sconclusionato, indisciplinato, a volte imbarazzante da parte di uno dei registi di commedie più dotati in circolazione. Cosa è andato storto? Brooks non sembra mai avere un'idea chiara della logica del suo film, quindi non c'è uno slancio narrativo sicuro per portarlo avanti." Gene Siskel, tuttavia, gli assegnò tre stellette su quattro e pur trovando che il film "prendesse molto in prestito dal lavoro precedente di [Brooks]", scrisse che contiene un sacco di solide risate. Janet Maslin del The New York Times scrisse: "Ci sono un sacco di gag familiari e divertenti nel film [...] Ma il film è così aspro che il suo umorismo è spesso minato, perché molte delle battute sono meschine o scatologiche, o entrambe le cose." Pauline Kael del The New Yorker fu positiva nei riguardi dell'opera scrivendo: "È un assalto a tutto campo al buon gusto e ai tabù, e mi ha fatto ridere molto". Variety lo definì "una farsa deludentemente irregolare che serve una buona dose di risate calorose durante la sua prima metà, ma si esaurisce molto prima della fine." Sheila Benson del Los Angeles Times scrisse: "Presumibilmente tutti erano così occupati a fare cazzate e a reagire a vicenda che non c'era più nessuno a pensare che la storia "non è divertente". Non solo non è divertente, ma è un grande, esagerato, noioso tonfo, ragazzi." Gary Arnold del Washington Post lo descrisse "un divertente miscuglio di scenette che ritrova Mel Brooks in forma vivace, nel bene e nel male [...] In misura considerevole le cose divertenti funzionano in modo da far ridere nonostante tutto." Leonard Maltin assegnò al film una stella e mezzo su quattro scrivendo nella sua guida: "Le gag vanno da esilarante a orribile. Dopo un po' non c'è più slancio, e tutto sta lì, nonostante gli sforzi di un ampio cast di comici".
"È proprio il peggior film di Mel Brooks: debole organizzazione dei materiali, goliardia parodistica, povertà d'invenzioni. Il pezzo migliore è quello sull'inquisizione. Qualche "gag" divertente ma solo qua e là". (Telesette)
"Purtroppo l'opera si rivela eccessivamente volgare e priva di una sincera vena creativa. Si prevedeva una seconda parte che per fortuna non è stata mai prodotta". (Teletutto)
"La forma del racconto che ha un andamento da conversazione continuamente interrotta porta inevitabilmente ad una serie di alti e bassi narrativi. Così nell'avventura romana, l'idea perde grinta a causa del dilungarsi delle trovate. Lo stesso accade anche nell'episodio francese. [...] Buona invece la trovata del tip-tap e delle coreografie alla "Bellezze al bagno" nella sequenza dell'Inquisizione, ma non basta a riscattare quei momenti negativi, fortunatamente pochi, a cui si è accennato". (Segnalazioni cinematografiche, vol. 92, 1982).
In una recensione retrospettiva, nel 2018 Jonathan Rosenbaum sostenne che la visione del film è un piacere colpevole, scrivendo: "Le cose meravigliose sono così divertenti da rendere tollerabili la maggior parte delle cose orribili [...] Tenete presente che Brooks ha un orientamento più verbale che visivo e sarete ampiamente ricompensati."

## Sequel
Nel marzo 2023 è stata  distribuita su Hulu una serie ispirata al film : La pazza storia del mondo, Parte II (in originale History of the world - part II) scritta e prodotta da Brooks. Nel cast, oltre a Brooks stesso, ci saranno Taika Waititi, Nick Kroll, Wanda Sykes, Danny DeVito, Seth Rogen e numerosi altri attori e comici. La serie in Italia è stata distribuita su Disney+ come Star Original il 2 maggio 2023.